# 이우종 페헤이라 지 소우자
에우송 페헤이라 지 소자(포르투갈어: Elson Ferreira de Souza, 1989년 10월 30일 ~ )는 브라질의 축구 선수로, 포지션은 오른쪽 풀백이다. 통상 에우시뉴(포르투갈어: Elsinho)라고 불린다.